# Willem Albert Scholten
Willem Albert Scholten (Loenen, 6 oktober 1819 - Groningen, 1 mei 1892) was een Groninger industrieel.
Scholten kan worden beschouwd als 's werelds eerste landbouw-industrieel. Hij stichtte zo'n 24 fabrieken, in binnen- en buitenland, op het gebied van aardappelmeel, aardappelmoutwijn, strokarton, suiker en turfstrooisel.

## Aardappelmeel

1889 Gedenkplaat 50-jarig bestaan als fabrikant

In 1838 begon hij op 18-jarige leeftijd met de fabricage van aardappelmeel bij een oom op het Rottink in Tonden in de provincie Gelderland. In 1839 verplaatste hij de productie van aardappelmeel naar een fabriek in het nabije Warnsveld. Na het afbranden van deze fabriek stichtte hij in 1841 een aardappelmeelfabriek in Foxhol in de provincie Groningen, die in januari 1842 in bedrijf werd genomen. Deze fabriek betrok schoon water uit het Foxholstermeer. Aanvankelijk werd de fabriek aangedreven door een rosmolen met een groot aantal paarden. Na aansporing van zijn schoonvader Sluis - een welgestelde Groninger graanhandelaar die hem daarvoor geld leende - verving hij deze dieren door een stoommachine. Deze investering in 1847 stond aan de basis van het succes van zijn onderneming.
In 1871 had Scholten onder andere in exploitatie: een aardappel(meel)stroopfabriek te Hoogezand met 77 arbeiders, een aardappelmoutwijnbranderij te Sappemeer met 60 arbeiders, een aardappel(meel)stroop- en sagofabriek te Zuidbroek met 80 arbeiders. In 1866 liet hij een eerste aardappelzetmeelfabriek buiten Nederland bouwen, in Brandenburg. Tot 1889 volgden nog negen andere fabrieken in landen als het Duitse Keizerrijk, Oostenrijk-Hongarije en Russisch Polen. Zijn onderneming wordt beschouwd als de eerste Nederlandse industriële multinational. Na zijn dood nam zijn zoon Jan Evert Scholten de leiding van het concern over.

## Andere activiteiten

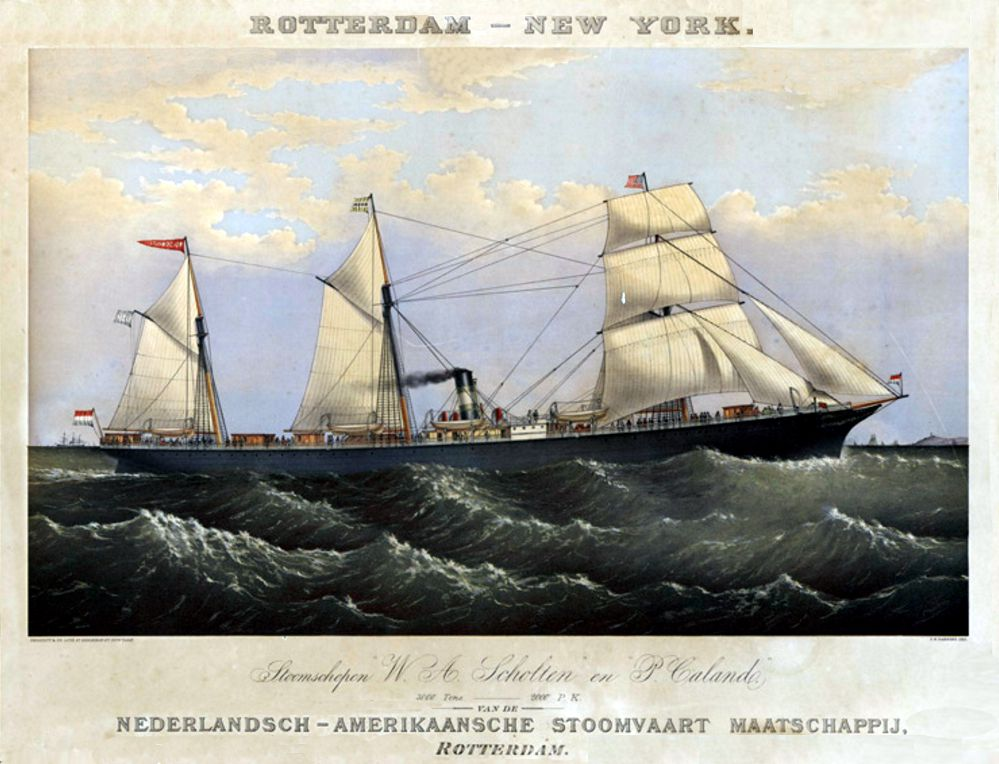
schip W.A. Scholten

Scholten was mededirecteur en grootaandeelhouder van de Nederlandsch-Amerikaansche Stoomvaart-Maatschappij, de latere Holland-Amerika Lijn. Het eerst gebouwde schip liet hij naar zichzelf vernoemen: de W.A. Scholten, gereedgekomen in 1874, een stoom-zeilschip met drie masten dat 2500 ton lading kon vervoeren, 50 cabines had en ruimte voor 600 passagiers. Het schip zonk in 1887 op Het Kanaal tussen Engeland en Frankrijk voor de kust van Dover.
In Zuidoost-Drenthe kocht hij grote veengebieden aan. Een van de later ontstane dorpen in dit gebied, Klazienaveen, zou door zijn zoon Jan Evert genoemd worden naar Klaassien of Klaaszien Sluis (1821-1893), de echtgenote van Scholten en de moeder van Jan Evert. Klaaszien Sluis was een dochter van Jan Everts Sluis, een rijke graanhandelaar uit de stad Groningen, en hun huwelijk in 1847 bracht een bruidsschat van 3000 gulden in de boedel. Bovendien bleek schoonvader Sluis bereid te zijn geld in Scholtens zaken te steken. Nog datzelfde jaar leende hij Scholten ongeveer 75.000 gulden en in de twee jaren daarna nog eens 52.500 gulden. Voor de ontwikkeling van het bedrijf waren dit doorslaggevende investeringen. Klaaszien Sluis kreeg vanaf 1849 de leiding over de boekhouding. Wel werd in 1859 een boekhouder aangenomen, maar Sluis behield het toezicht op de hoofdadministratie. Scholten had groot vertrouwen in haar: [er is] ... geene betere geldelijke controle te denken (...) als daar waar eene vrouw aan het hoofd staat, die de zaken met zooveel ambitie en attentie nagaat als mijne Echtgenoote.
In de provincie bezat Willem Albert Scholten een groot aantal boerderijen. In 1889 bij zijn gouden jubileum als fabrikant, tevens zijn zeventigste verjaardag, schonk hij de stad Groningen een kinderziekenhuis gelegen op de hoek van Sint Jansstraat en de Singelstraat in Groningen.

## Monumenten
Veel monumentale bouwwerken in en om Groningen herinneren nog steeds aan de fabrikantenfamilie Scholten. Voorbeelden daarvan zijn het aan de naar hem genoemde W.A. Scholtenstraat gelegen Groninger Logegebouw der Vrijmetselaren (1846), dat voor een deel vroeger het kantoor van Scholtens stroopfabriek was,, de Scholtenskoepel (1868), een door de Groninger architect J. Maris in barokstijl ontworpen tuinkoepel naast het Herewegviaduct in Groningen; het restaurant De Paalkoepel (1908) aan het Paterswoldsemeer en de sluis Nijveensterkolk (1927) die het Paterswoldsemeer verbindt met het Noord-Willemskanaal.
Het Scholtenhuis (1881) aan de Grote Markt is er niet meer. Het werd bij de bevrijding verwoest, maar leeft voort in de herinnering van velen, die de oorlog bewust hebben meegemaakt. In de Tweede Wereldoorlog was dit het centrum van de Duitse Sicherheitsdienst.
In 1882 besloot Scholten dat er een graf moest komen in overeenstemming met zijn positie. Het werd een monument, dat 27 grafplaatsen besloeg. Scholten wilde het groter, maar de 45 (sommige bronnen spreken van 55) plaatsen die hij in gedachte had werden hem niet toegestaan. Wie de Zuiderbegraafplaats te Groningen bezoekt, zal onmiddellijk het grafmonument van de familie Scholten zien. Het torent hoog boven de andere monumenten uit.

## Onderscheidingen
- Ridder in de Orde van de Nederlandse Leeuw
- Ridder in het Legioen van Eer van Frankrijk
- Ridder in de Orde van Sint-Stanislaus van Rusland.

De orden lagen na de Tweede Wereldoorlog nog in een doos in een kantoor van zijn bedrijf. Het was de gewoonte om er de nieuwe leer- en loopjongens op hun eerste dag mee op te sieren. De orden worden bewaard in de collectie van het Groninger Museum.

## Persoonlijk leven
Scholten was een zoon van de predikant Albert Scholten en Jantje Ever(t)s(en) (1796-1878). Zijn vader was predikant in het Gelderse Loenen. Zijn vader overleed in 1821 op 24-jarige leeftijd toen hijzelf nog geen twee jaar oud was. Scholten ontving zijn eerste onderwijs van de Zutphense onderwijzer Bernardus Semmelink. Rond 1841 vestigde hij zich in Foxhol in de gemeente Hoogezand. Hij trouwde op 18 september 1847 in Groningen met Klaaszien Sluis (1821–1893) dochter van de commissionair in granen Jan Everts Sluis (1793-1876) en van Sophia Marrink (1791-1873). Uit dit huwelijk werden drie kinderen geboren, waarvan er twee op zeer jonge leeftijd overleden. Zoon Jan Evert (1849-1918) zou later zijn vader opvolgen. In 1862 verhuisde het gezin naar Groningen, waar zij aan de zuidzijde van de Grote Markt gingen wonen. In 1881 betrok hij het door hem gebouwde pand, het Scholtenshuis, aan de oostzijde van de Grote Markt. Hij liet hiervoor drie door hem verworven panden afbreken.

## Afbeeldingen

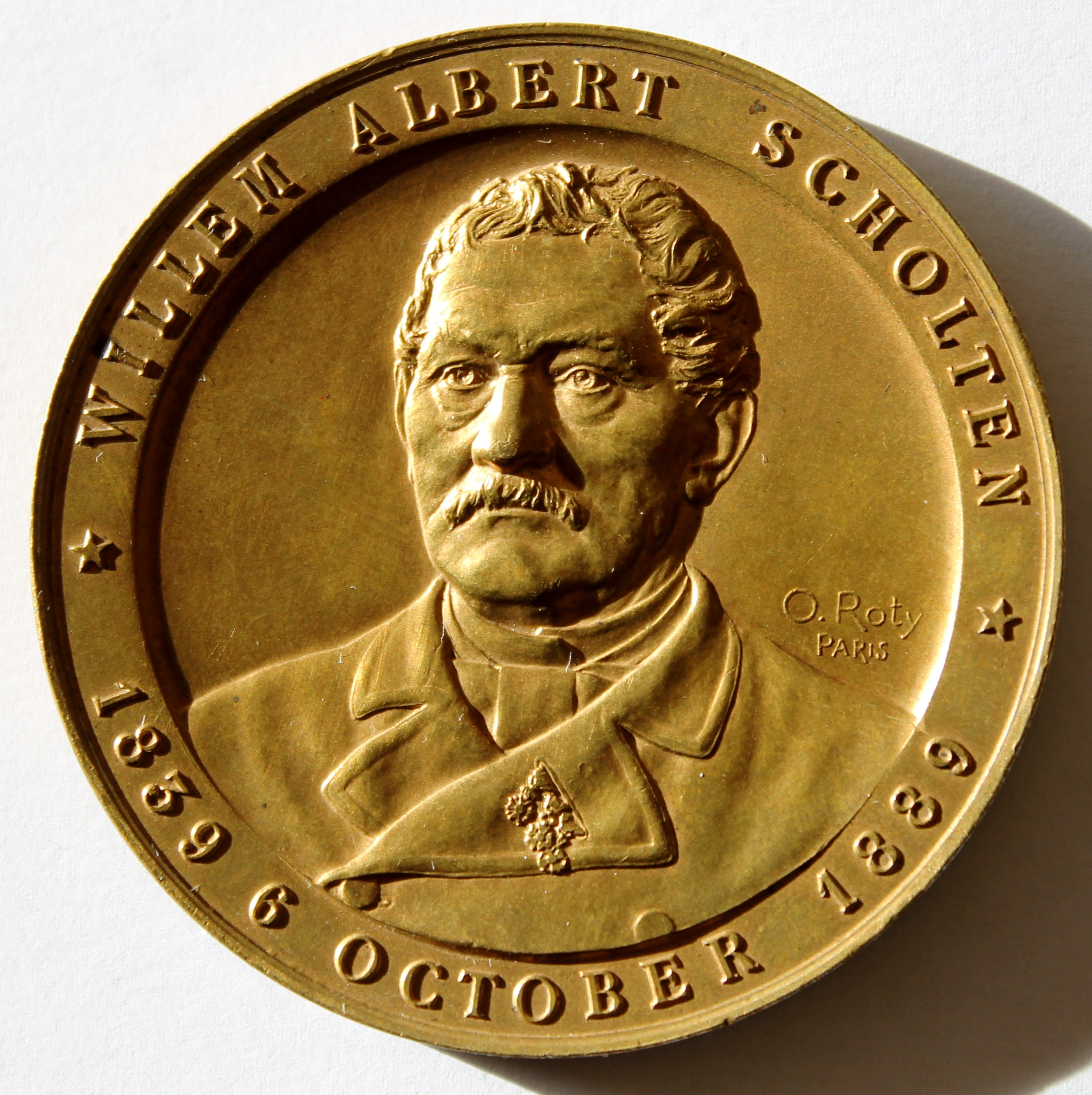
Willem Albert Scholten op een in 1890 door de Franse kunstenaar Oscar Roty gemaakte legpenning
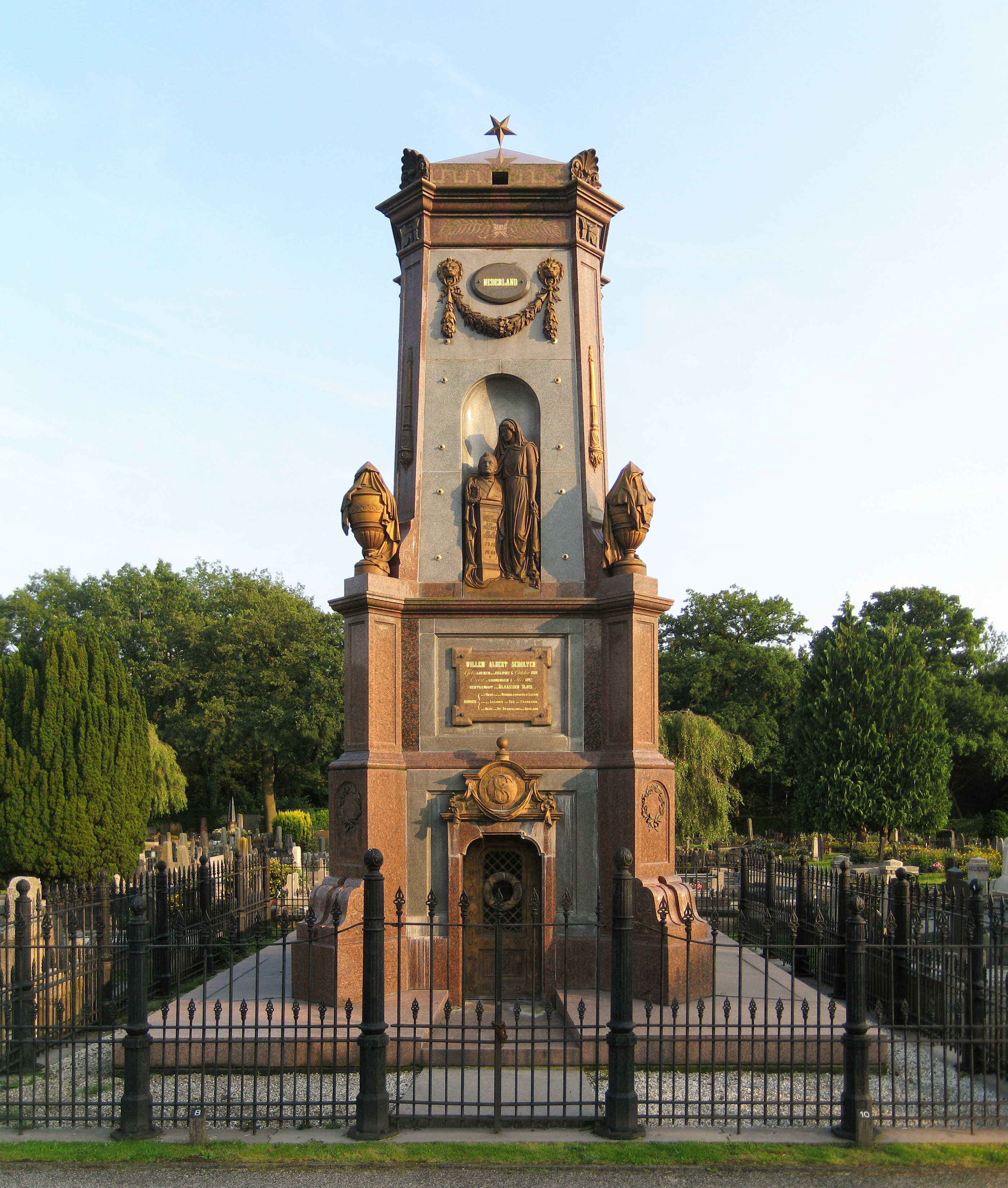
Het grafmonument van de familie Scholten op de Zuiderbegraafplaats in Groningen (2011)
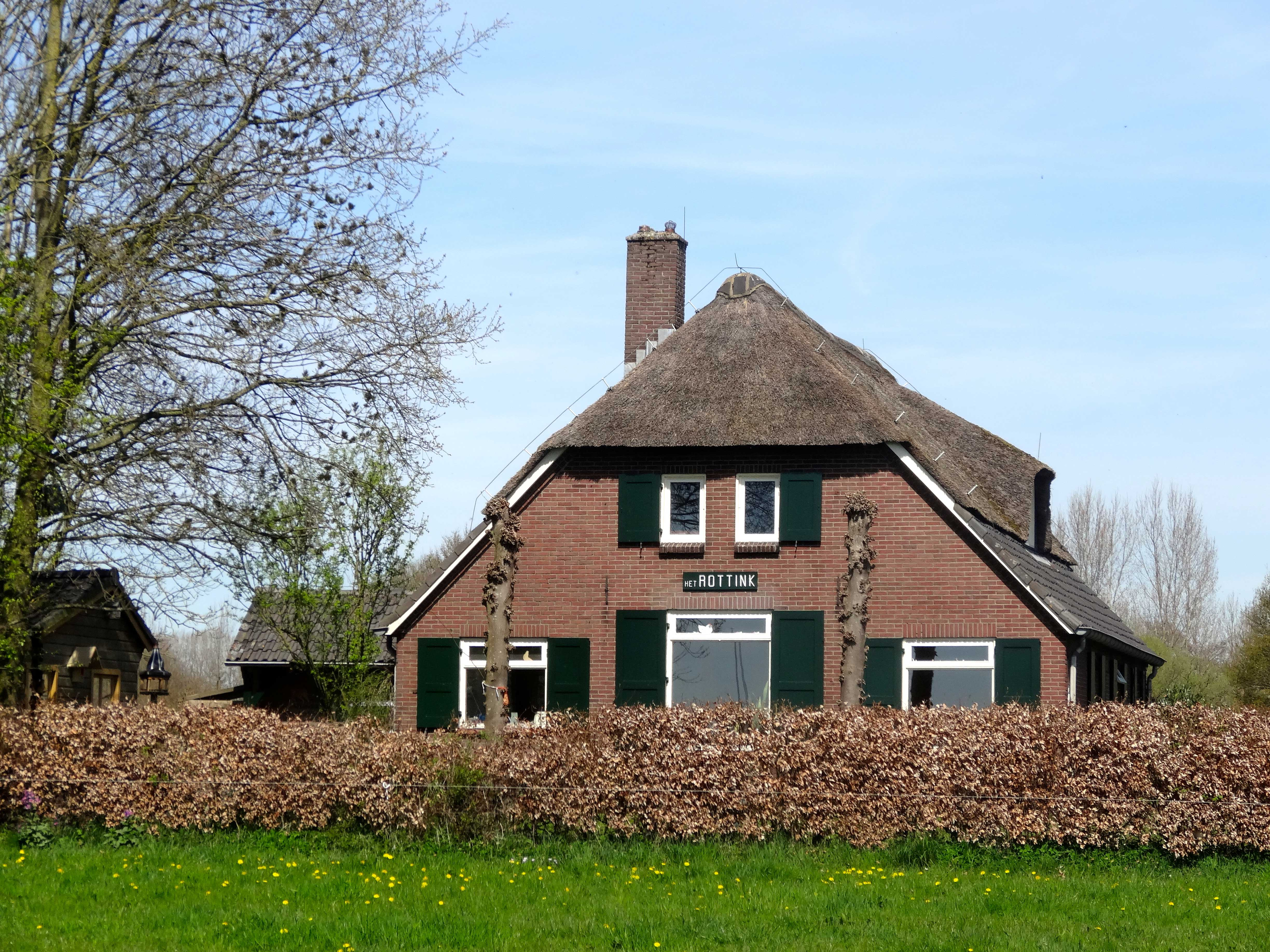
Het Rottink in Tonden waar Scholten begon met de fabricage van aardappelmeel, bij "oom Kleiboer", zijn oom Gerrit Jan Rottink (2014)
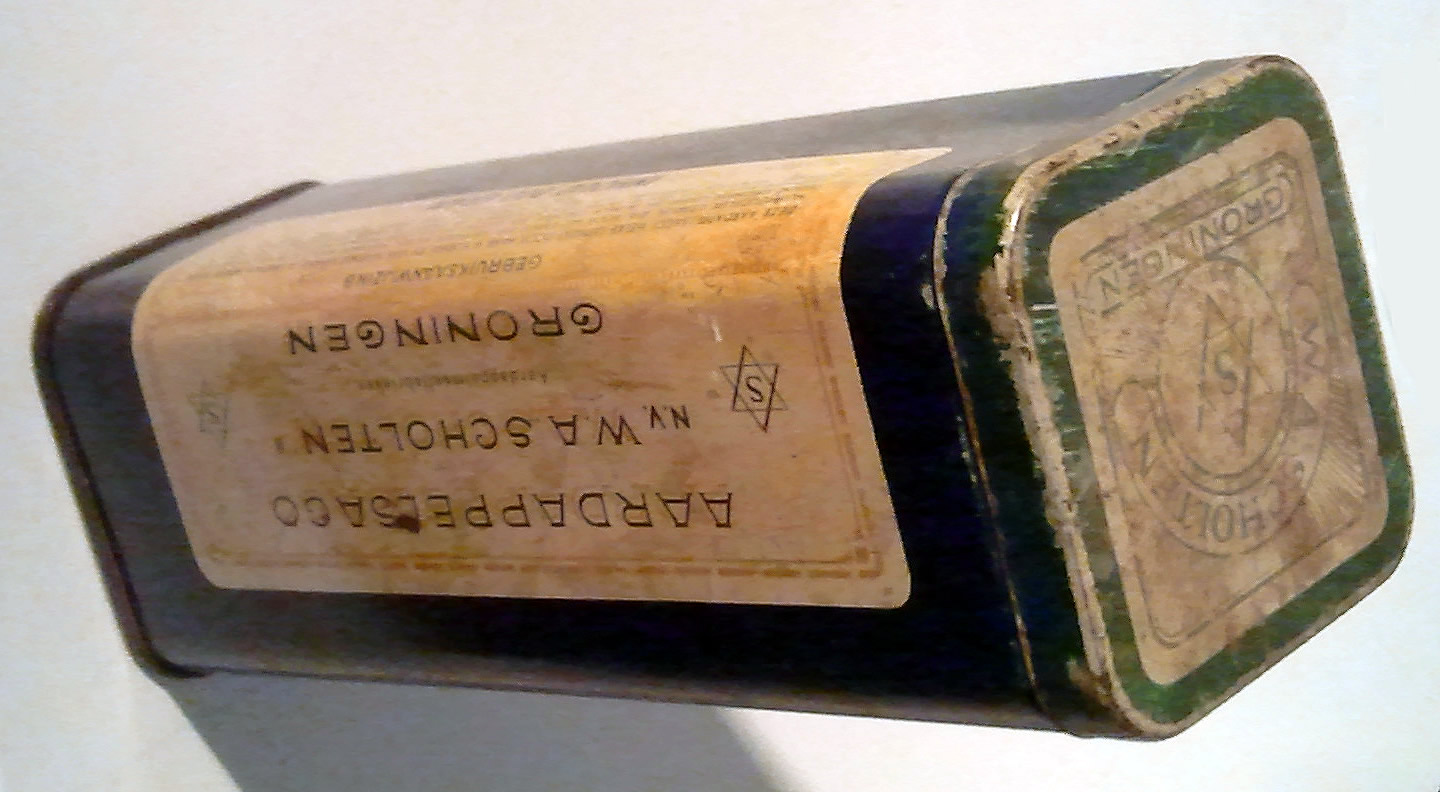
Aardappelsago van Scholten
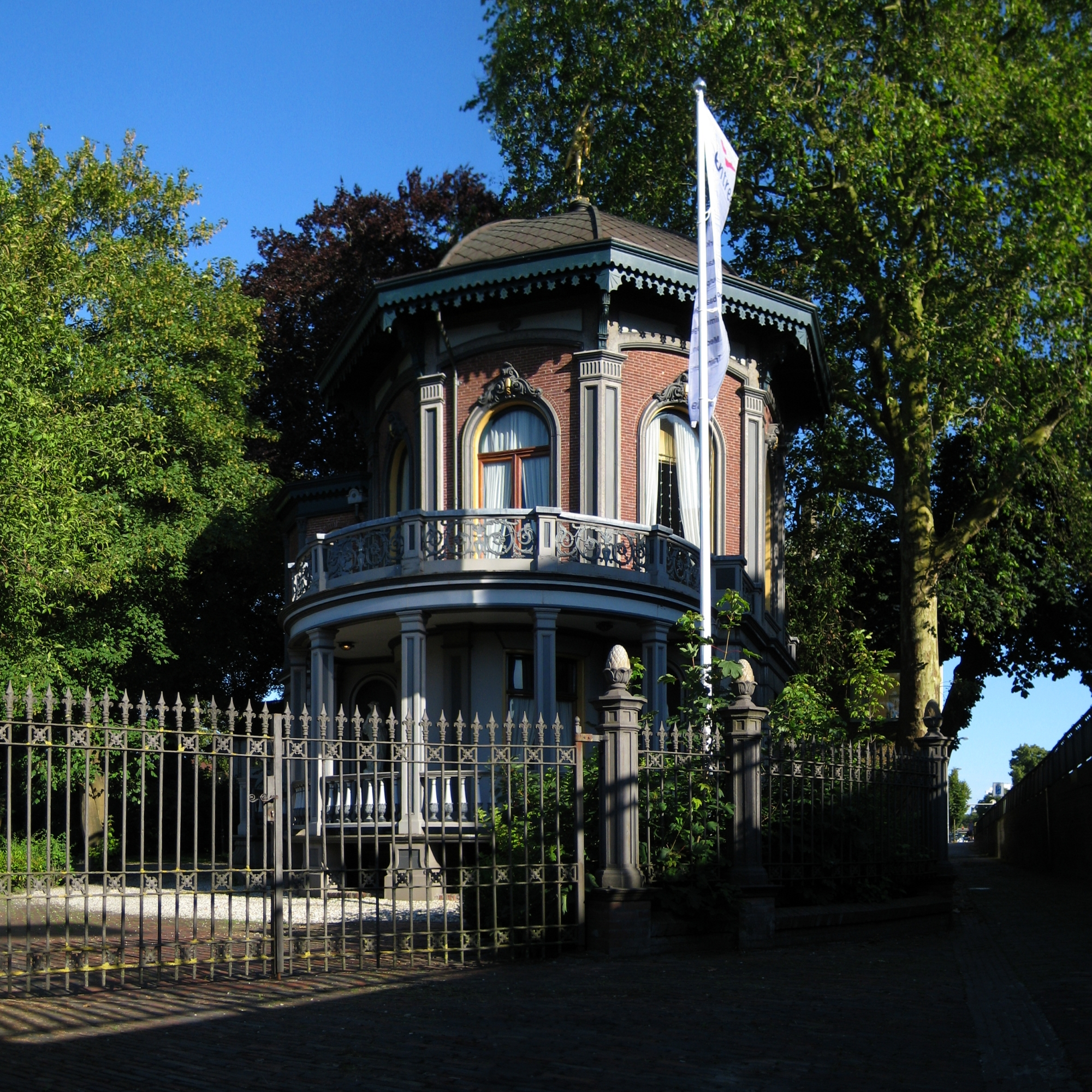
Scholtens theekoepel (1869) aan de Hereweg in Groningen (2009)
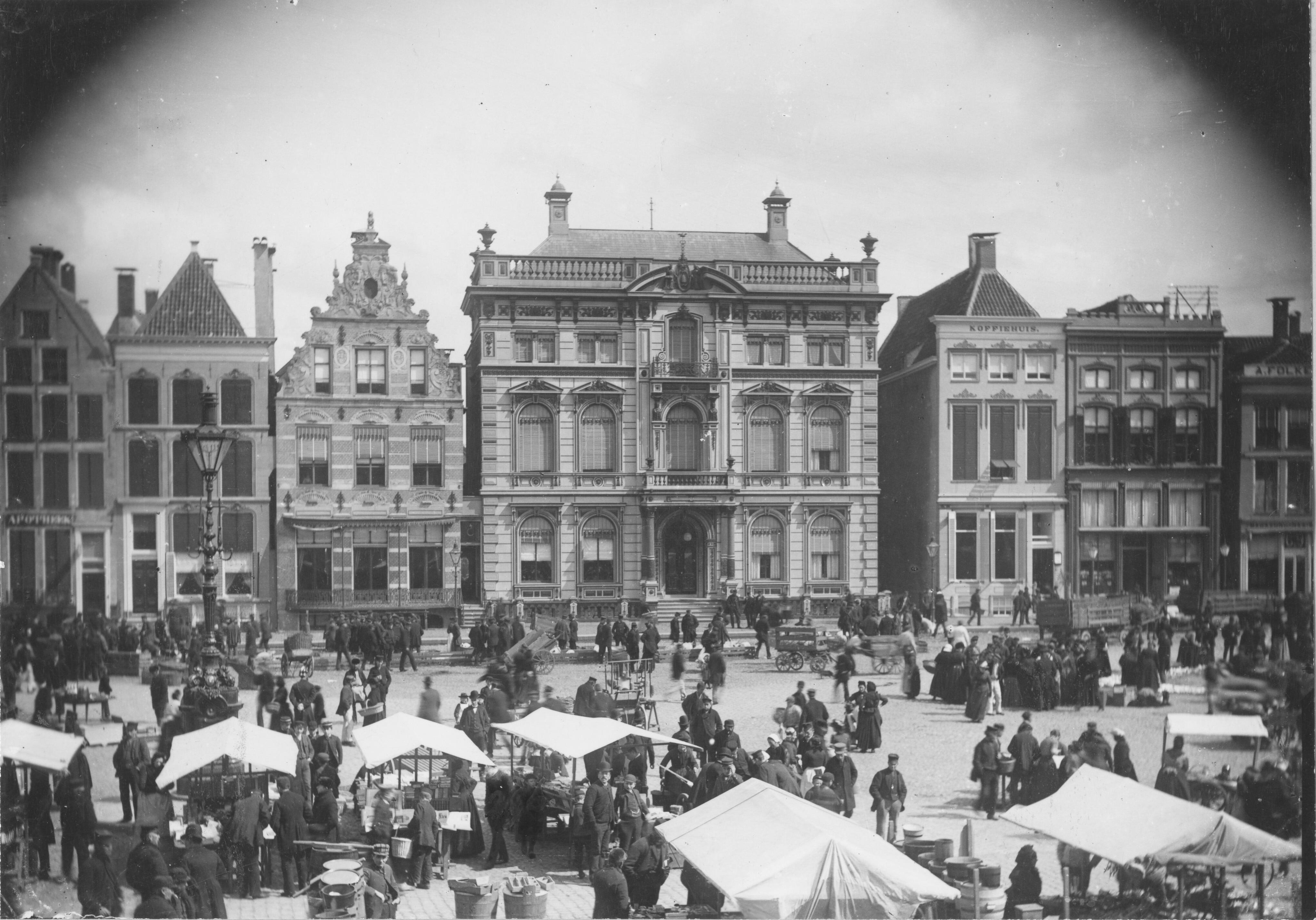
Scholtenhuis 1895 op de Grote markt van Groningen